# Чорноріченське водосховище
Чорнорі́ченське водосховище (крим. Çorğuna suv anbarı) — водосховище природного стоку у південно-західній частині півострова Крим, у Бахчисарайському районі поблизу міста Севастополь. Утворене у 1956 році на Чорній річці, у центрі Байдарскої долини. Площа — 6,04 км². Обсяг — 64,2 млн ма³. Висота над рівнем моря 251 м.

## Опис

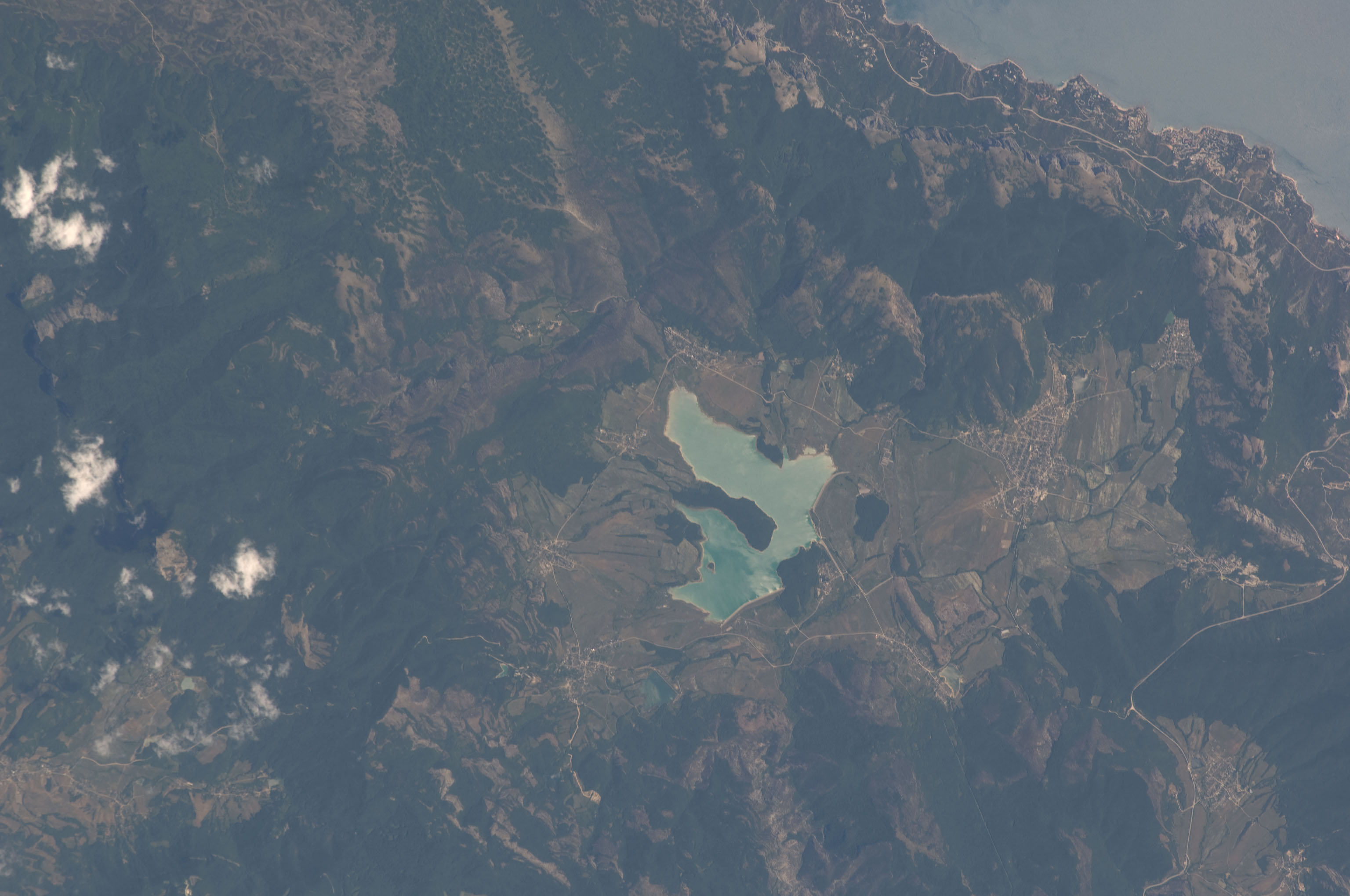
Супутниковий знімок водосховища, 2009 рік

Водосховище знаходиться в центрі Байдарської долини поблизу села Озерне, повністю на території Бахчисарайського району Автономної Республіки Крим. Водосховище природного стоку, джерело заповнення — річка Чорна . Має в довжину 3,45 км, в ширину 3,55 км, площа дзеркала 6,04 км². Середня глибина водосховища 10,7 м, найбільша — 31,7 м.
Обсяг водосховища 64,2 млн м³, експлуатаційні запаси — 44,3 млн м³ . Нижче 7 млн м³ починається «червона зона», яка загрожує стану водойми. У Севастополі вводилися графіки подачі води по районам міста, якщо до червня накопичений обсяг не перевищував 30 млн м³ .
Водоскидна споруда являє собою водозливну гравітаційну греблю автоматичної дії.

## Історія
Пошуки на річці Чорна з метою водопостачання міста Севастополя проводилися в 1938—1940 роках. 26 квітня 1949 року Рада Міністрів СРСР прийняла розпорядження про будівництво водосховища в центрі Байдарської долини . Будівництво греблі висотою 28 м завершили в 1956 році що дозволило збирати 33,2 млн м³ річкових вод.
У 1977—1984 роках греблю наростили до сучасної висоти 36 метрів і зараз Чорноріченське водосховище є найбільшим за обсягом серед водосховищ Криму.
У 2012 році через спекотне літо і початок осені виникло виснаження запасів глибоких вод і утворився дефіцит водного запасу водосховища . Період недостатньої кількості опадів тривав три роки . В результаті чого в грудні 2014 року обсяг водосховища скоротився до 7,16 млн м . Але за рахунок рясних опадів вже до 20 травня 2015 року обсяг збільшився до 49 млн м³ .
У 2014—2015 роках в районі водосховища були пробурені свердловини, вода з яких самопливом стала поповнювати запаси зі швидкістю 10-15 тис. м³ на добу .
У лютому 2015 року в окупаційному уряді Севастополя обговорювалося питання зміцнення берегів Чорноріченського водосховища, щоб зменшити фільтрацію води при його активному наповненні .
У жовтні 2015 року та лютому 2016 року обсяг води становив 40 млн м³ .

## Обслуговування та використання
Водосховище обслуговується і використовується з метою водопостачання державним унітарним підприємством міста Севастополя «Водоканал». Середньодобове споживання води з водосховища — 120 тис. м³ .